# Javier Saavedra
Javier Saavedra Vázquez (ur. 13 marca 1973 w Peribán) – meksykański piłkarz występujący na pozycji prawego pomocnika, obecnie zawodnik amerykańskiego San Antonio Scorpions.

## Kariera klubowa
Saavedra swoją karierę rozpoczynał w drugoligowym CF Acapulco, gdzie spędził dwa sezony, po czym przeszedł do zespołu Toros Neza. Od razu został podstawowym piłkarzem drużyny i w meksykańskiej Primera División zadebiutował 10 sierpnia 1996 w przegranym 0:3 spotkaniu z Cruz Azul. Pierwszą bramkę w najwyższej klasie rozgrywkowej strzelił za to 29 września tego samego roku w wygranej 2:0 konfrontacji z Veracruz. W kolejnym sezonie, Verano 1997, wywalczył z Toros wicemistrzostwo Meksyku, rozgrywając wszystkie możliwe 23 spotkania.
Latem 1998 Saavedra przeszedł do drużyny Tigres UANL z siedzibą w mieście Monterrey. Szybko wywalczył sobie miejsce w podstawowym składzie i w sezonie Invierno 2001 wywalczył z nim wicemistrzostwo Meksyku. Sukces ten powtórzył dwukrotnie – w rozgrywkach Apertura 2002 i Clausura 2003 – przebywając na wypożyczeniu w Monarcas Morelia. Po raz kolejny zajął drugie miejsce w lidze z Tigres w sezonie Apertura 2003. W latach 2005 i 2006 został z Tigres triumfatorem InterLigi, dzięki czemu mógł wziąć udział w turnieju Copa Libertadores. Później był wypożyczany do Jaguares de Chiapas i Indios de Ciudad Juárez, a także do drugoligowego Club Necaxa, któremu pomógł wywalczyć awans na najwyższy szczebel rozgrywek w sezonie 2009/2010. Ogółem w barwach Tigres rozegrał 299 ligowych meczów, w których 22 razy wpisywał się na listę strzelców.
Wiosenny sezon Clausura 2011 Saavedra spędził w drugoligowym CD Irapuato, zdobywając z nim mistrzostwo rozgrywek, co nie zaowocowało jednak awansem do pierwszej ligi. Jesienią 2011 pozostawał bez klubu, natomiast w 2012 roku podpisał umowę z amerykańskim drugoligowcem San Antonio Scorpions.

## Kariera reprezentacyjna
W 1997 roku Saavedra został powołany przez selekcjonera Manuela Lapuente do seniorskiej reprezentacji Meksyku na turniej Copa América, gdzie wraz ze swoją drużyną zajął trzecie miejsce, jednak nie rozegrał wówczas ani jednego meczu. W kadrze narodowej zadebiutował dopiero 17 listopada 1998 w wygranym 2:0 spotkaniu towarzyskim z Salwadorem. Wystąpił w jednym pojedynku wchodzącym w skład eliminacji do Mistrzostw Świata 2002, na które Meksykanie ostatecznie się zakwalifikowali. Oprócz tego występował tylko w meczach towarzyskich i bilans reprezentacyjny zamknął na dziesięciu rozegranych konfrontacjach bez zdobytej bramki.